# Палус (Вашингтон)
Палус (енгл. Palouse) град је у америчкој савезној држави Вашингтон. По попису становништва из 2010. у њему је живело 998 становника.

## Демографија
Према попису становништва из 2010. у граду је живело 998 становника, што је 13 (1,3%) становника мање него 2000. године.
| Група             | 2000.       | 2010.       |
| Белци             | 963 (95,3%) | 928 (93,0%) |
| Афроамериканци    | 0 (0,0%)    | 0 (0,0%)    |
| Азијати           | 3 (0,3%)    | 9 (0,9%)    |
| Хиспаноамериканци | 17 (1,7%)   | 24 (2,4%)   |
| Укупно            | 1.011       | 998         |